# Dipsas pakaraima
Espèce
Statut de conservation UICN

 LC  : Préoccupation mineure
Dipsas pakaraima  est une espèce de serpents de la famille des Dipsadidae.

## Répartition
Cette espèce est endémique du Guyana. Elle se rencontre sur le mont Ayanganna dans la sierra de Pacaraima.

## Description
Le plus grand paratype de Dipsas pakaraima décrit dans la publication originale, un mâle adulte, mesure 794 mm dont 237 mm pour la queue. La teinte générale de ce serpent varie du crème au brun clair avec des taches brunes à brun très foncé.

## Étymologie
Son nom d'espèce fait référence au lieu de sa découverte, la sierra de Pakaraima.

## Publication originale
- Ross D. MacCulloch et Amy Lathrop, « A new species of Dipsas (Squamata: Colubridae) from Guyana », Revista de Biología Tropical, vol. 52, no 1,‎ 2004, p. 239-247 (ISSN 0034-7744, lire en ligne)